# GW190521
Onde gravitationnelle
Évènement astronomique transitoire
Objet céleste
GW190521 (enregistrée initialement sous le nom de S190521g) est une onde gravitationnelle observée le 21 mai 2019 par les interféromètres LIGO et Virgo,. Émise à environ 5,3 milliards d'années-lumière de distance (redshift z=0,8), elle résulterait de la fusion d'un trou noir binaire il y a environ 7 milliards d'années. Le signal proviendrait d'une zone de 765 degrés2,, couvrant les constellations de la Chevelure de Bérénice, des Chiens de chasse et du Phénix,,,.
Les deux trous noirs concernés avaient une masse estimée à 85 et 66 masses solaires, ce qui en fait les plus gros membres d'un trou noir binaire observés à ce jour. Le trou noir résultant possède une masse équivalente à 142 fois celle du Soleil, ce qui est le premier trou noir intermédiaire clairement identifié. Les 9 masses solaires restantes se seraient transformées en énergie sous forme d'ondes gravitationnelles à la suite de la collision,,.
Le signal détecté prend la forme de quatre petits soubresauts d'une durée de moins d'un dixième de seconde.

## Caractéristiques physiques
GW190521 est le premier trou noir intermédiaire clairement identifié. Avant sa détection, la communauté scientifique ne possédait que des observations indirectes de ces astres, observations situées dans une palette allant de 102 à 105 masses solaires. De plus, les chercheurs n'avaient aucune donnée sur la formation de ces derniers.
Une hypothèse des origines de GW190521 propose que les membres du trou noir binaire seraient chacun issus de la fusion de deux plus petits trous noirs.
En juin 2020, des astronomes, utilisant des données du relevé astronomique Zwicky Transient Facility (ZTF), affirment avoir obtenu des détails observationnels associés à l'événement. En effet, ils ont observé qu'un troisième trou noir, supermassif et situé dans les environs des deux autres, a émis un flash de lumière. Si elle est confirmée, cette observation serait le premier sursaut lumineux observé à la suite de la fusion de trous noirs,,,. Des chercheurs croient que le troisième trou noir a pu affecter la fusion des deux autres.
 (décembre 2020).
Ces astronomes prédisent qu'un autre sursaut lumineux semblable provenant de la même source pourrait être observé environ 1,6 an après le premier, soit en décembre 2020.